# Durjan
Durjan is een bestuurslaag in het regentschap Bangkalan van de provincie Oost-Java, Indonesië. Durjan telt 9288 inwoners (volkstelling 2010).